# Рт Нуркин
Рт Нуркин (норв. Nordkinn или Kinnarodden) је најсевернији рт и тачка континенталног дела Европе и Норвешке. Налази се на 71°08′сгш 27°39′игд.

## Географија
Од Нуркина је севернији Северни рт, али како је он смештен на острву, па не може бити најсевернија тачка континенталне Европе. Рт се налази на полуострву Нуркин, на око 20 километара од села Мехамн у норвешкој регији Финмарк, на обали Северног Леденог океана. Врло је неприступачан, усамљен и могуће га је посетити само након целодневног пешачења од села Мехамн и назад.